# ماري فلورنتين
ماري فلورنتين (بالإنجليزية: Mary Florentine)‏ هي عالمة نفس أمريكية، ولدت في 15 سبتمبر 1950.